# Łobzowo (Sępopol)
Pour les articles homonymes, voir Łobzowo.
Łobzowo est un village polonais de la voïvodie de Varmie-Mazurie, dans le powiat de Bartoszyce.